# Мяолинский отдел
| система                                                                          | отдел        | ярус         | Ниж. граница, млн лет |
| -------------------------------------------------------------------------------- | ------------ | ------------ | --------------------- |
| Ордовик                                                                          | Нижний       | Тремадокский | 486,85 ±1,5           |
| Кембрий                                                                          | Фуронгский   | Ярус 10      | ~491,0                |
| Кембрий                                                                          | Фуронгский   | Цзяншаньский | ~494,2                |
| Кембрий                                                                          | Фуронгский   | Паибский     | ~497,0                |
| Кембрий                                                                          | Мяолинский   | Гужангский   | ~500,5                |
| Кембрий                                                                          | Мяолинский   | Друмский     | ~504,5                |
| Кембрий                                                                          | Мяолинский   | Вулиунский   | ~506,5                |
| Кембрий                                                                          | Отдел 2      | Ярус 4       | ~514,5                |
| Кембрий                                                                          | Отдел 2      | Ярус 3       | ~521,0                |
| Кембрий                                                                          | Терренувский | Ярус 2       | ~529,0                |
| Кембрий                                                                          | Терренувский | Фортунский   | 538,8 ±0,6            |
| Эдиакарий                                                                        | Эдиакарий    | Эдиакарий    | больше                |
| Деление и золотые гвозди в соответствии с IUGS по состоянию на декабрь 2024 года |              |              |                       |

Мяолинский отдел (англ. Miaolingian Series) — третий отдел кембрийской системы в Международной стратиграфической шкале, официально названный в 2018 году. Охватывает породы, сформировавшиеся в мяолинскую эпоху кембрийского периода, приблизительно 509—497 миллионов лет назад (всего около 12 миллионов лет). Располагается над ещё неназванными ярусом 4 отдела 2 и под паибским ярусом фуронгского отдела кембрийской системы. Включает три яруса.
Название образовано от Мяолинских гор на юго-востоке провинции Гуйчжоу, Китай.

## Определение
До того, как отдел был официально ратифицирован в 2018 году, появлялись различные предложения по окаменелостям и типовым разрезам. Наиболее многообещающими ископаемыми маркерами были первые появления видов трилобитов Ovatoryctocara granulata или Oryctocephalus indicus вблизи нижней границы отдела, около 509 миллионов лет назад. После некоторых обсуждений в качестве нижнего пограничного маркера был выбран уровень первого появления (FAD) Oryctocephalus indicus, а глобальный стратотип (GSSP) был отмечен в формации Кайли, Вулю-Цзэнцзяянь, Гуйчжоу, Китай, 26°44,84′ с. ш. 108°24,83′ в. д..
У мяолинско-фуронгской границы такое же определение, как и у нижней границы паибского яруса. Она определяется как первое появление Glyptagnostus reticulatus около 497 миллионов лет назад.

## Подразделения мяолинского отдела
Мяолинский отдел подразделяется на следующие ярусы:
| Отдел / Эпоха | Ярус / Век | Возраст ниж. границы, млн лет назад |
| ------------- | ---------- | ----------------------------------- |
| Фуронгский    |            |                                     |
| Ярус 10       | 489,5      |                                     |
| Цзяншаньский  | 494        |                                     |
| Паибский      | 497        |                                     |
| Мяолинский    |            |                                     |
| Гужангский    | 500,5      |                                     |
| Друмский      | 504,5      |                                     |
| Вулиунский    | 509        |                                     |
| Отдел 2       |            |                                     |
| Ярус 4        | 514        |                                     |
| Ярус 3        | 521        |                                     |

Ордский ярус (англ. Ordian stage), использующийся в австралийской хроностратиграфической шкале, первоначально считался нижним ярусом мяолинского отдела, но может принадлежать верхней части отдела 2. На момент 2024 года основание ордского яруса ещё не определено.

## Основные события мяолинской эпохи
Рубеж отдела 2 и мяолинского отдела соответствует первому крупному вымиранию трилобитов, известному как биомерная граница оленеллид (англ. Olenellid Biomere boundary). Вымерли, в частности, трилобиты семейств Ollenellidae и Redlichiidae в Лаврентии и южном Китае соответственно. Первые O. indicus появляются после этого глобального вымирания, и в тех регионах, где окаменелости O. indicus отсутствуют, граница второго и мяолинского отделов определяется по данным хемостратиграфии.

## Органический мир
В мяолинской эпохе широко распространились бентосные граптолиты. Уже в начале эпохи возникли корковые колонии семейства Rhabdopleuridae и пряморастущие ветвящиеся колонии Dithecodendridae. Самый распространённый род граптолитов вулиунского века — Sphenoecium, чьи массивные колонии обнаружены по всему миру.